# Typerettighed
En typerettighed er en ret til at være pilot (formelt fartøjschef) på en flyvemaskine af en bestemt type. Alle piloter skal have en tillægsuddannelse oven i deres grundlæggende flyveskoling, der "specialiserer" dem i den flytype, de skal flyve. En nok så erfaren pilot med typerettighed til f.eks. Boeing 737 kan ikke uden videre bruge sin erfaring og skoling på Airbus A320 eller andre fly, med mindre han eller hun opnår den tilhørende typerettighed.
For mindre en- eller to-motors fly kræves en såkaldt klasserettighed, der dækker over flere fly i samme kategori. Dette skyldes, at systemerne og flyveegenskaberne er meget ensartede, og der ikke kræves en særlig uddannelse for hver enkelt type. Det er dog stadig pilotens ansvar at sætte sig ind i det enkelte flys manualer og procedurer, inden enhver flyvning.
| Luftfart | Spire Denne artikel om flyvning er en spire som bør udbygges. Du er velkommen til at hjælpe Wikipedia ved at udvide den. |